# Kachina Village
Kachina Village é uma Região censo-designada localizada no estado americano de Arizona, no Condado de Coconino.

## Demografia
Segundo o censo americano de 2000, a sua população era de 2664 habitantes.

## Geografia
De acordo com o United States Census Bureau tem uma área de
3,1 km², totalmente cobertos por terra.

## Localidades na vizinhança
O diagrama seguinte representa as localidades num raio de 40 km ao redor de Kachina Village.